# Castillo de Takamatsu (Sanuki)
El castillo de Takamatsu (高松城 Takamatsu-jō?) es una fortificación del siglo XVI en Takamatsu, capital de la prefectura de Kagawa, en la isla de Shikoku (Japón). También es denominado castillo de Tamamo (玉藻城 Tamamo-jō?), literalmente «castillo de algas», por sus fosos de agua marina. La fortaleza fue la sede del dominio de Takamatsu en la provincia de Sanuki (la actual Kagawa) desde 1588 hasta 1869. La ciudad mantiene los terrenos del castillo, con un área de 79,587 m², como un sitio histórico que se conserva como un parque desde 1955. Esta fortaleza es uno de los tres en Japón que utilizan fosos de agua de mar, junto con el castillo de Imabari en la prefectura de Ehime y el castillo de Nakatsu en la prefectura de Ōita.

## Historia

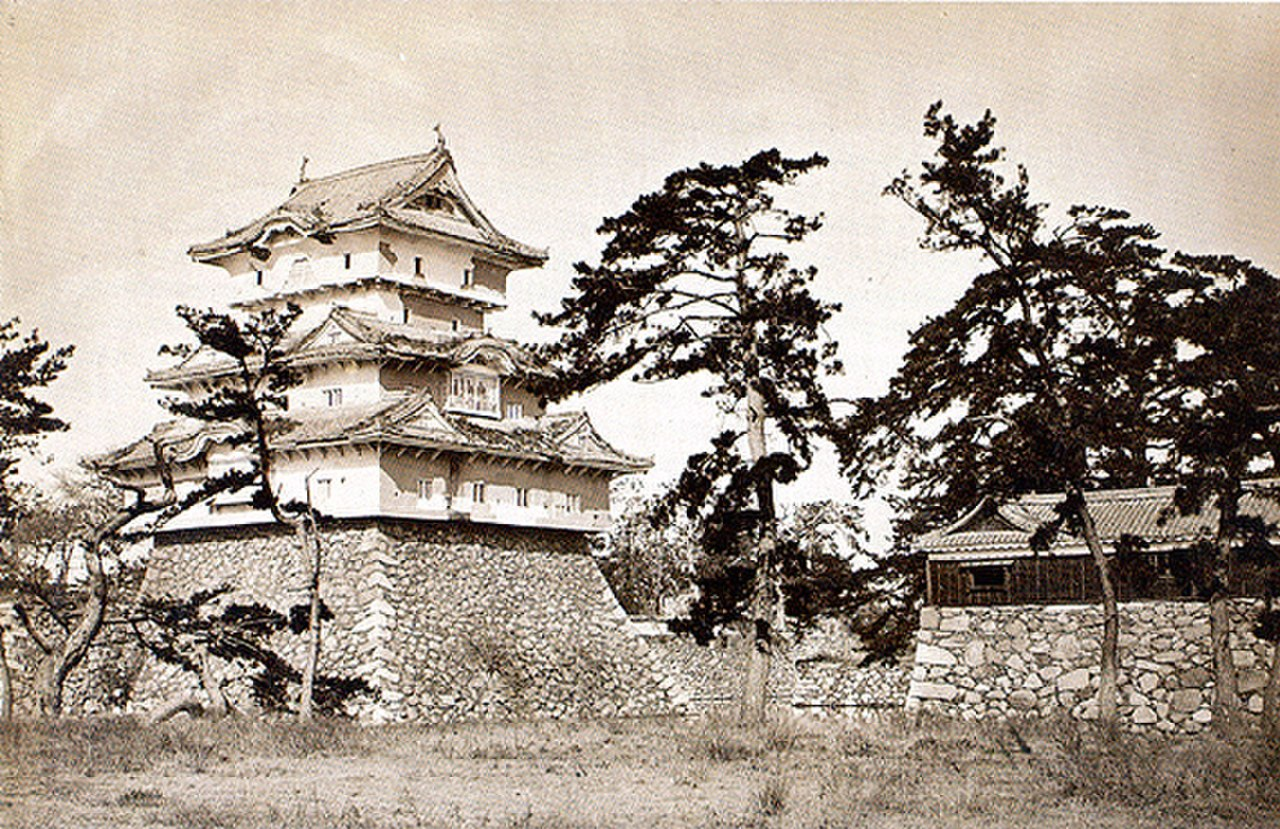
Fotografía del tenshu en 1882.

Ikoma Chikamasa, primer señor feudal del dominio, fundó el castillo de Takamatsu en 1588. El clan Ikoma gobernó desde la fortaleza hasta 1640, hasta que el control fue entregado al clan Matsudaira dos años después.
Después de la caída del shogunato Tokugawa en 1869, el nuevo gobierno Meiji tomó el control del castillo y el ejército lo utilizó brevemente hasta 1874. Gran parte de los terrenos exteriores fueron construidos en este período y la torre principal (tenshu) se desmanteló en 1884. El al año siguiente, la fortaleza fue devuelta a la familia Matsudaira, que vendió más terrenos y reconstruyó una lujosa villa en el anillo interior del recinto.
El castillo sufrió graves daños en los ataques aéreos durante la Segunda Guerra Mundial. En 1954, la ciudad de Takamatsu tomó posesión de los terrenos de la fortificación y los designó como parque al año siguiente.

## Arquitectura

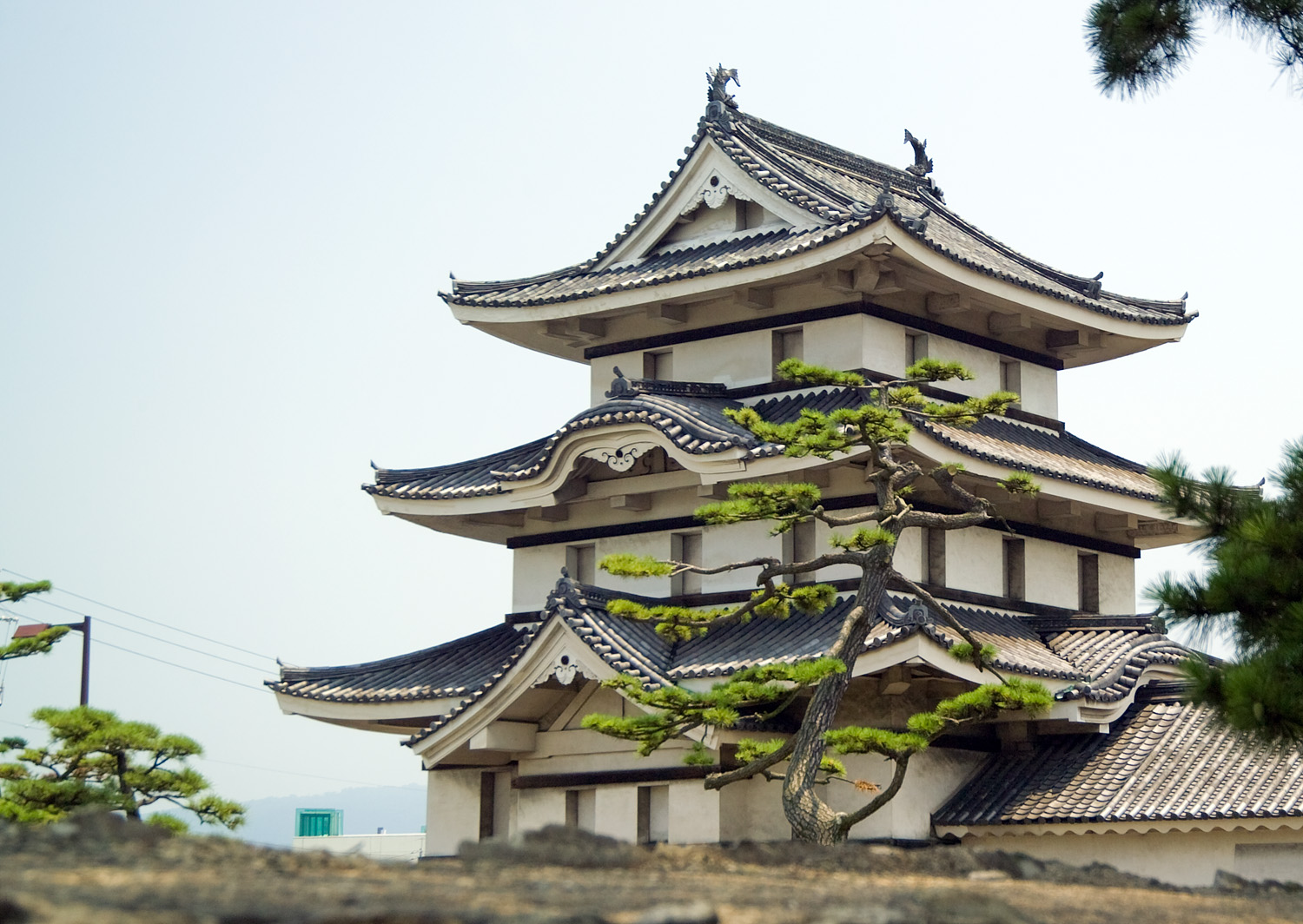
La torre tsukimi presentaba una posición estratégica respecto al mar de Seto.

Además de parte de los fosos y muros, solo la puerta asahimon y dos atalayas, la ushitora yagura y la tsukimi yagura, continúan en pie. En el centro del parque se encuentra el edificio Hiunkaku, construido en 1917 como residencia y oficina gubernamental. Cuenta con salas de gran tamaño con tatamis y se utiliza en la actualidad como espacio de exhibición, donde se llevan a cabo clases de ceremonia del té y arreglos florales.
La torre ushitora fue construida en la esquina noreste de los terrenos en 1677, y fue trasladada a su ubicación actual en 1967. La torreta tsukimi tenía la finalidad de avistar el regreso del jefe del clan, forzado a viajar a Edo a causa del decreto sankin kōtai. En cuanto al tenshu, solo resta su base de piedra ya que fue desmantelado durante el período Meiji. Esta torre principal solía ser la más grande de Shikoku y en su interior se celebraban rituales religiosos.